# Frazé

Frazé este o comună în departamentul Eure-et-Loir, Franța. În 2009 avea o populație de 514 de locuitori.